# SESVanderHave
SESVanderHave ist ein Züchter von Zuckerrübensaatgut mit Sitz in Belgien. Der Name kam aus den vorangehenden Firmen SES Europe und DJ VanderHave zustande. Mittlerweile hat die französische Florimond-Desprez-Gruppe die Zuckerrübensaatgutaktivitäten des Konzerns Advanta übernommen.
Sowohl im belgischen Tienen, als auch in Kiew hat SESVanderHave seine Produktionsstätten. Von dort aus wird das Saatgut in rund 50 Länder vermarktet.
Das Unternehmen hat Zuckerrübensorten entwickelt, die gegen Herbizide aus der Klasse der Acetolactat-Synthase-Hemmer resistent sind.

## Geschichte von VanderHave

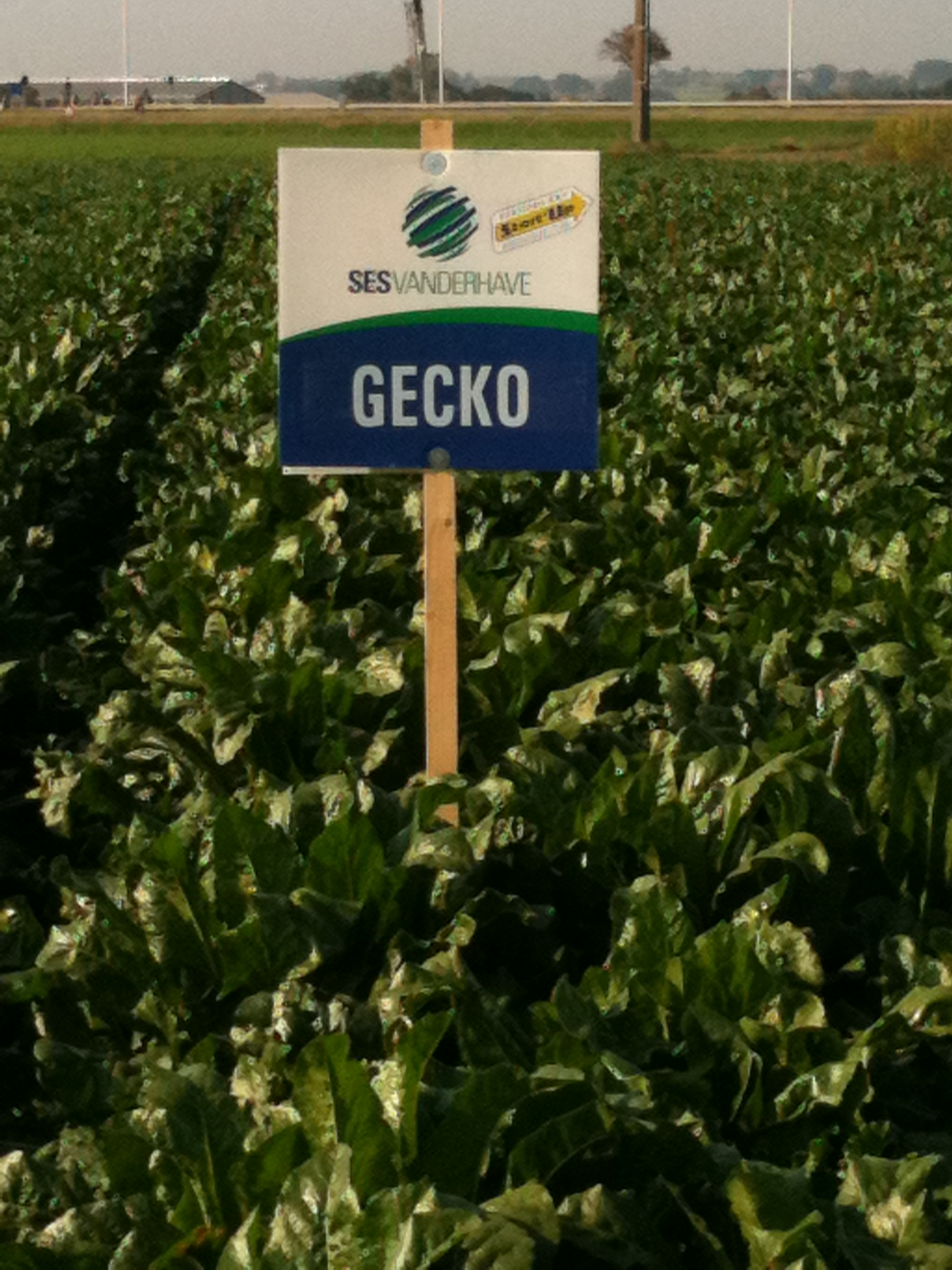
Sortenpräsentation bei den Werktuigendagen

Die Firma D.J. Vander Have wurde 1879 in Zeeland gegründet. Seit 1941 beschäftigt man sich dort mit Zuckerrübensaatgut. Im Jahr 1977 wurde das Unternehmen an Cosun verkauft.

## Geschichte von SES
Gegründet wurde die SES Europe im Jahr 1948 als S.B.G.B. (Société Belge de Graine de Betterave Sucrière).
Gezwungen durch Probleme infolge des Weltkrieges errichteten die belgischen Zuckerfabrikanten ihren eigenen Saatgutbetrieb. Im Jahr 1972 fusionierte die S.B.G.B. mit einem italienischen Saatgutunternehmen und benannte sich in SES um. Im Jahr 1987 wurde SES durch das britische Unternehmen ICI übernommen. Im Jahr 1993 beschloss ICI dann einige Aktivitäten auszugliedern und benannte die Firma Zeneca. Kurz danach, im Jahr 1996, fusionierten Zeneca und Royal Cosun. Somit entstand Advanta, weltweit das fünftgrößte Saatgutunternehmen.